# Bathypogon chionthrix
Bathypogon chionthrix là một loài ruồi trong họ Asilidae. Bathypogon chionthrix được Hull miêu tả năm 1958. Loài này phân bố ở miền Australasia.